# Lettische Badminton-Juniorenmeisterschaft
Lettische Badminton-Juniorenmeisterschaften werden seit 1998 ausgetragen.

## Die Titelträger
| Saison | Herreneinzel           | Dameneinzel                  | Herrendoppel                                    | Damendoppel                                | Mixed                                     |
| ------ | ---------------------- | ---------------------------- | ----------------------------------------------- | ------------------------------------------ | ----------------------------------------- |
| 1998   | Edijs Līviņš           | Kristīne Šefere              | Edijs Līviņš Viesturs Vasiljevs                 | Kristīne Šefere Iveta Strazdina            | Edijs Līviņš Iveta Strazdina              |
| 1999   | Talis Banga            | Irina Kuzmina                | Talis Banga Raimonds Cipe                       | Irina Kuzmina Olga Gerasimova              | Kristaps Pilveris Inese Strazdina         |
| 2000   | Kārlis Vidass          | Maris Caune Gints Nikolajevs | Maris Caune Gints Nikolajevs                    | Olga Gerasimova Liene Milgrave             | Kārlis Vidass Kristine Kisele             |
| 2001   | Andris Vavere          | Irina Kuzmina                | Andris Vavere Talis Banga                       | Irina Kuzmina Alina Dubrovska              | Andris Vavere Irina Kuzmina               |
| 2002   | Maris Caune            | Liga Tilika                  | Kārlis Vidass Guntis Lavrinovičs                | Liga Tilika Lelde Ozolina                  | Kārlis Vidass Kristine Kisele             |
| 2003   | Kārlis Vidass          | Olga Gerasimova              | Kārlis Vidass Guntis Lavrinovičs                | Liga Tilika Olga Gerasimova                | Kārlis Vidass Ilze Kisele                 |
| 2004   | Grigorijs Tagdelenovs  | Baiba Medniece               | Grigorijs Tagdelenovs Deniss Zavalins           | Baiba Medniece Ilze Kisele                 | Grigorijs Tagdelenovs Baiba Medniece      |
| 2005   | Grigorijs Tagdelenovs  | Baiba Medniece               | Grigorijs Tagdelenovs Andrejs Jansons           | Baiba Medniece Baiba Dzelme                | Grigorijs Tagdelenovs Baiba Medniece      |
| 2006   | Arturs Rainskis        | Baiba Dzelme                 | Arturs Rainskis Didzis Gureckis                 | Zane Mētra Baiba Dzelme                    | Arturs Rainskis Madara Dreimane           |
| 2007   | Matiss Vorps           | Madara Pukite                | Matiss Vorps Krisjanis Benusis                  | Madara Pukite Agnese Eisaka                | Matiss Deksnis Madara Dreimane            |
| 2008   | Matiss Vorps           | Madara Pukite                | Matiss Vorps Janis Krauze                       | Madara Pukite Alesja Hodakovska            | Davis Mintiks Madara Pukite               |
| 2009   | Artūrs Akmens          | Aija Pope                    | Artūrs Akmens Vladimirs Skripko                 | Aija Pope Dana Pelna                       | Artūrs Akmens Dana Pelna                  |
| 2010   | Artūrs Akmens          | Aija Pope                    | Artūrs Akmens Pauls Gureckis                    | Aija Pope Liene Zvaigzne                   | Pauls Gureckis Aija Pope                  |
| 2011   | Oskars Akmens          | Ieva Pope                    | Oskars Akmens Pauls Gureckis                    | Ieva Pope Liene Zvaigzne                   | Davis Lozda Ieva Pope                     |
| 2012   | Reinis Krauklis        | Ieva Pope                    | Teodors Kerimovs Kristaps Jānis Gulbis          | Ieva Pope Zane Ankrava                     | Reinis Krauklis Ieva Pope                 |
| 2013   | Reinis Krauklis        | Jekaterina Romanova          | Teodors Kerimovs Kristaps Jānis Gulbis          | Jekaterina Romanova Amanda Agnese Arnicāne | Teodors Kerimovs Jekaterina Romanova      |
| 2014   | Kristaps Jānis Gulbis  | Jekaterina Romanova          | Teodors Kerimovs Kristaps Jānis Gulbis          | Jekaterina Romanova Amanda Agnese Arnicāne | Teodors Kerimovs Jekaterina Romanova      |
| 2015   | Niks Podosinoviks      | Jekaterina Romanova          | Kristaps Kalniņš Niks Podosinoviks              | Liāna Lenceviča Jekaterina Romanova        | Teodors Kerimovs Jekaterina Romanova      |
| 2016   | Niks Podosinoviks      | Liāna Lencēviča              | Olafs Šulcs Niks Podosinoviks                   | Una Berga Liāna Lencēviča                  | Kristaps Kalniņš Liāna Lencēviča          |
| 2017   | Ardis Daniels Bedrītis | Una Berga                    | Patriks Krūze Ardis Daniels Bedrītis            | Una Berga Liāna Lencēviča                  | Ardis Daniels Bedrītis Liāna Lencēviča    |
| 2018   | Mārtiņš Ķirkums        | Una Berga                    | Rihards Blaubergs Edgars Vaivads                | Una Berga Liāna Lencēviča                  | Rihards Blaubergs Una Berga               |
| 2019   | Artūrs Dzirkalis       | Una Berga                    | Mārtiņš Daniels Ķirkums Roberts Renārs Miščenko | Una Berga Liāna Lencēviča                  | Alens Zandovskis Liāna Lencēviča          |
| 2020   | nicht ausgetragen      | nicht ausgetragen            | nicht ausgetragen                               | nicht ausgetragen                          | nicht ausgetragen                         |
| 2021   | Oskars Saulītis        | Anna Kupča                   | Gustavs Dāvids Brečs Roberts Renārs Miščenko    | Anna Kupča Annija Rulle-Titava             | Roberts Renārs Miščenko Annemarija Priede |
| 2022   | Toms Sala              | Anna Kupča                   | Raimonds Kirsons Edžus Meirāns                  | Anna Kupča Annija Rulle-Titava             | Jānis Jaunslavietis Jr Anna Kupča         |
| 2023   | Dāvis Strazdiņš        | Anna Kupča                   | Rihards Žugs Edžus Meirāns                      | Anna Kupča Nikola Muķiele                  | Toms Sala Anna Kupča                      |
| 2024   | Toms Sala              | Madara Gaure                 | Regnārs Bajārs Toms Sala                        | Madara Gaure Anzhelika Nadtochyi           | Regnārs Bajārs Madara Gaure               |